# Fehértorkú pókvadász
A fehértorkú pókvadász (Arachnothera longirostra) a madarak (Aves) osztályának a verébalakúak (Passeriformes) rendjébe, ezen belül a nektármadárfélék (Nectariniidae) családjába tartozó faj.

## Rendszerezése
A fajt John Latham angol ornitológus írta le 1790-ben, a Certhia nembe Certhia longirostra néven.

## Alfajai
- Arachnothera longirostra atita Oberholser, 1932
- Arachnothera longirostra buettikoferi Oort, 1910
- Arachnothera longirostra cinireicollis (Vieillot, 1819)
- Arachnothera longirostra longirostra (Latham, 1790)
- Arachnothera longirostra niasensis Oort, 1910
- Arachnothera longirostra pallida Delacour, 1932
- Arachnothera longirostra prillwitzi Hartert, 1901
- Arachnothera longirostra rothschildi Oort, 1910
- Arachnothera longirostra sordida La Touche, 1921
- Arachnothera longirostra zarhina Oberholser, 1912[2]

## Előfordulása
Banglades, Bhután, Brunei, India, Indonézia, a Fülöp-szigetek, Kambodzsa, Kína, Laosz, Malajzia, Mianmar, Nepál, Szingapúr, Thaiföld és Vietnám területén honos.
Természetes élőhelyei a szubtrópusi és trópusi síkvidéki esőerdők, mangroveerdők és cserjések, valamint ültetvények, vidéki kertek és másodlagos erdő. Állandó, nem vonuló faj.

## Megjelenése
Testhossza 16 centiméter. Ellentétben a többi nektármadár fajjal a nemek hasonlóak. Jellegzetes hosszú csőre úgyszintén elkülöníti a többi nektármadártól.
|  |

## Életmódja
Tápláléka nektárból áll. Nagy szerepe van a növények beporzásában (főleg banán).

## Szaporodása
Költési ideje márciustól augusztusig tart. Fészekalja 2 tojásból áll. Fészke csésze alakú amelyet általában banánfára készíti.
|  |

## Természetvédelmi helyzete
Az elterjedési területe rendkívül nagy, egyedszáma pedig stabil. A Természetvédelmi Világszövetség Vörös listáján nem fenyegetett fajként szerepel.